# Cœur d'Ardenne
Cœur d'Ardenne, dénomination officielle de la communauté d'agglomération de Charleville-Mézières, est une ancienne communauté d'agglomération française, située dans le département des Ardennes et la Région française Champagne-Ardenne, qui regroupait 68 880 habitants.

## Histoire
Créée le 31 décembre 2004, la communauté d'agglomération  de Charleville-Mézières a pris le nom de communauté d'agglomération Cœur d'Ardenne le 4 août 2006. Elle a regroupé initialement 8 communes : Aiglemont, Charleville-Mézières, La Francheville, Montcy-Notre-Dame, Nouzonville, Prix-lès-Mézières, Villers-Semeuse et Warcq. Elle a bénéficié au 1er janvier 2010 de l'adhésion d'une commune supplémentaire, La Grandville,.
Elle   a fusionné avec d'autres structures intercommunales des Ardennes pour former, le 1er janvier 2014, la Communauté d’agglomération de Charleville-Mézières / Sedan,,.

## Composition
Elle comprenait 10 communes : 
- Aiglemont,
- Charleville-Mézières,
- La Francheville,
- La Grandville,
- Gespunsart,
- Montcy-Notre-Dame,
- Nouzonville,
- Prix-lès-Mézières,
- Villers-Semeuse,
- Warcq.

## Compétences
Ses compétences étaient, : 
- Le développement économique
- L'habitat
- La politique de la ville
- L'aménagement de l'espace

Mais elle s'occupait également de :
- la collecte des ordures ménagères ;
- l'eau, l'assainissement et le traitement des eaux pluviales ;
- les nouveaux équipements culturels et sportifs ;
- le soutien à l'enseignement universitaire, à la recherche scientifique, à l'innovation et au CRITT (depuis un arrêté du 21 mai 2007) ;
- le transport en commun en bus. Transport de l'agglomération de Charleville-Mézières (TAC).

## Exécutif
L'exécutif de cette communauté associait 55 conseillers communautaires élus par les conseillers municipaux. Le 8 janvier 2005, l'assemblée communautaire a élu un exécutif, à savoir un bureau de 22 membres, 14 vice-Présidents et une présidente en la personne de Claudine Ledoux. Philippe Pailla lui succède en 2013, et le nombre de vice-présidents se réduit à 13.

### Articles de journaux
- Laura Spaeter, « Philippe Pailla élu président de Cœur d'Ardenne », L'Union,‎ 16 octobre 2013 (lire en ligne).
- M. S. (L'Union), « Philippe Pailla à la tête de Cœur d'Ardennes », L'Union,‎ 7 octobre 2013 (lire en ligne).
- Rédaction L'Union, « Mariage entre Cœur d'Ardenne et le Pays Sedanais devant la CDCI 116 témoins convoqués à la noce ! », L'Union,‎ 21 décembre 2012 (lire en ligne).
- « Philippe Lenice remplacé à Cœur d'Ardenne », L'Union,‎ 14 décembre 2012 (lire en ligne).
- N. D., « Cœur d'Ardenne veut prendre du poids », L'Union,‎ 14 janvier 2012 (lire en ligne).
- Bernard Giraud, « Vœux de Cœur d'Ardenne : Fédérer les énergies », L'Union,‎ 16 janvier 2011 (lire en ligne).
- Philippe Mellet, « La Grandville rejoint la communauté d'agglomération Cœur d'Ardenne s'élargit », L'Union,‎ 25 juin 2009 (lire en ligne).